# Cécilia Dutter
 (décembre 2023).
Cécilia Dutter, née le 3 octobre 1968 à Paris, est une écrivaine et critique littéraire française.

## Éléments biographiques
Cécilia Dutter, petite-fille du peintre César Domela, est née le 3 octobre 1968 à Paris où elle vit actuellement.
Après avoir effectué sa scolarité à l'Ecole Alsacienne de la huitième jusqu’au bac, elle obtient une Maîtrise de droit privé général à Paris II-Assas puis un DEA de droit de la propriété littéraire, artistique et industrielle.
Elle réussit ensuite le concours d’Ingénieur d’Études du CNRS où elle travaille comme conseiller juridique chargé des contrats liés à la valorisation des brevets. Puis, la Bibliothèque nationale de France fait appel à elle pour s’occuper des questions relatives aux droits d’auteur, notamment celles posées par l’important programme de numérisation des œuvres littéraires.
À partir de 2005, elle cesse son activité salariée pour se consacrer à l'écriture. À ce jour, une vingtaine d'ouvrages (romans, recueil de nouvelles et essais) ont été publiés. Lame de Fond, roman publié par les Éditions Albin Michel, reçoit le Prix Littéraire Oulmont de la Fondation de France 2012.
Elle est membre de quatre Prix Littéraires : Prix Simone Veil, Prix Charles Oulmont de la Fondation de France (présidente), Prix des Romancières (vice-présidente), Prix de l'Association des Ecrivains Combattants.
En février 2013, l'hebdomadaire La Vie lui confie, ainsi qu'à quatre autres auteurs, la rédaction régulière du billet de sa page "Post Scriptum" durant dix-huit mois.
En 2019, elle est choisie par la photographe Natacha Sibellas pour figurer parmi les dix portraits de femmes "Belles et (RE)belles" (photos et interviews) réunies dans son livre-revue "Les InstantAnnée(s)", chacune témoignant, par son parcours existentiel et professionnel, de résilience et de résistance face à la violence.
En 2020, elle a donné deux billets mensuels pour la page "Religion" de l'hebdomadaire suisse Echo magazine.
En 2022, la revue littéraire Littératures & Cie lui accorde un grand entretien consacré à l'ensemble de ses ouvrages (romans et essais) dans lequel elle se confie sur la façon dont elle aborde l'écriture, sa ligne littéraire, la place de la spiritualité dans sa vie et ses livres ainsi que ses auteurs préférés.
Elle donne régulièrement des conférences et des sessions de formation (développement personnel et spirituel) autour de ses ouvrages, notamment sur le parcours et les enseignements d'Etty Hillesum.
Cécila Dutter est également critique littéraire. Après avoir collaboré à La Revue Littéraire (Éditions Léo Scheer) et au Magazine des Livres, elle chronique actuellement pour le journal Service Littéraire et le site Le Salon Littéraire.
En 2022, elle a donné deux chroniques littéraires par mois dans l'émission "Culture Club" animée par Christophe Mory sur Radio Notre-Dame, et durant l'année 2023-2024, elle a programmé et animé l'émission "Ecoute dans la nuit", en direct, de 22h à minuit, sur Radio Notre-Dame en co-diffusion nationale avec RCF.
Depuis septembre 2023, elle donne une chronique spirituelle tous les deux mois dans le Cahier central "Les essentiels" de l'hebdomadaire chrétien La Vie.
Elle est membre d'honneur du Club Rotary de Doullens-Auxi-Val d'Authie.

## Œuvres

### Romans
- Une présence incertaine, Éditions Thélès, (2005)
- La Dame de ses pensées, Éditions Ramsay (2008)
- Lame de fond, Éditions Albin Michel (2012), existe en Édition gros caractères, Édition VDB (2012) et en édition de poche, Editions Milady, coll. « Littérature », (2015)
- Savannah Dream, Éditions Albin Michel (2013), et en édition de poche, Editions Milady, coll. « Littérature », (2016)
- Zeina, bacha posh, Éditions Le Rocher, 2015.
- Chère Alice, Éditions Milady, coll. « Littérature » (édition de poche) (2016)
- A toi, ma fille, Lettres, Editions du Cerf, 2017
- La loi du père, Récit, Éditions du Cerf, 2019
- L'Amoureuse, le roman de Marie-Madeleine, Tallandier, septembre 2021

### Recueils de nouvelles
- Des échappées belles, Éditions Le Cercle (2006) et Éditions Le Cercle Poche (2007)
- Un baiser, Swarovski (2007)

### Essais
- Etty Hillesum, une voix dans la nuit, biographie, Éditions Robert Laffont (2010), réédition en poche, coll. « Texto », Éditions Tallandier (2020)
- Camille Laurens, ouvrage collectif, Éditions Léo Scheer, coll. « Écrivains d'Aujourd'hui » (2011)
- Et que le désir soit, coécrit avec Joël Schmidt, Éditions Desclée de Brouwer, coll. « Littérature Ouverte » (2011)
- Un Cœur Universel, Regards croisés sur Etty Hillesum, ouvrage collectif publié sous la direction de Cécilia Dutter, Éditions Salvator, (2013)
- Livres Secrets, ouvrage collectif, l'Atelier imaginaire, Éditions Le Castor Astral
- Conseils de séduction à l'usage des hommes de mauvaise volonté, ouvrage humoristique, Éditions du Rocher, 2015
- Flannery O'Connor, Dieu et les gallinacés, Éditions du Cerf, 2016
- Vivre libre avec Etty Hillesum, Editions Tallandier, 2018
- Patience du quotidien, Éditions Salvator, 2022
- Aimer d'un coeur de femme : en dialogue avec Marie et Marie-Madeleine, Éditions du Cerf, 2024

### Articles
- Flannery O'Connor ou la Grâce de dévoiler l'invisible - Article, Revue Littéraire, numéro 42, 2010, Editions Léo Scheer,
- Réflexion sur la fragilité chez Flannery O'Connor, Article, Revue Réflexions Chrétiennes, publiée par l'Association des Philosophes Chrétiens, Fascicule 3/2016
- La galanterie, Article, Revue Médium (numéro 51) intitulé A la française (avril-juin 2017), dirigée par Régis Debray
- Cultiver la paix avec Etty Hillesum, Article, Les Cahiers Croire, sept-oct 2018, publiés par les éditions Bayard
- Flannery O'Connor, Julien Green : Des univers en résonance, Article, Revue Études Greeniennes, numéro 10, sept 2018, Julien Green et les écrivains de langue anglaise, publiée par la Société Internationale d'Etudes Greeniennes, Calliopées
- Colette, sur le roman La Chatte, Article, Revue L'Atelier du Roman, numéro 99, décembre 2019, Colette - Les milles facettes de la séduction, publié par les éditions Buchet-Chastel, dirigée par Lakis Proguidis
- Marie-Madeleine, trois nuances d'amour, Panorama Magazine (septembre 2022)

## Sélections et prix littéraires
- Dernière sélection du Prix des femmes de lettres Simone Veil (2012) - Lame de fond[3]